# Anna (Go to Him)
Anna (Go to Him) – utwór napisany przez Arthura Alexandra. Jego wersja została wydana przez Dot Records 17 września 1962 roku. W 1963 roku zespół The Beatles nagrał cover tej piosenki na debiutanckiej płycie Please Please Me.

## Kompozycja
Tytuł utworu brzmi Anna (GO TO HIM), lecz w piosence pojawia się zdanie Anna GO WITH HIM. Prawdopodobnie nie jest to celowy zabieg, lecz zwykłe potknięcie twórcy.
W serialu Świat według Bundych pojawił się odcinek dotyczący utworu Anna (Go to Him). W odcinku „Stary, lecz Młody” Al Bundy próbuje sobie przypomnieć nazwę tej piosenki. Lecz im bardziej się stara, tym ciężej jest mu przypomnieć nazwę tego utworu. Al w rozpaczy z powodu swojej wadliwej pamięci przeszukuje swoją kolekcje płyt winylowych, lecz nie może znaleźć płyty z tym utworem. W końcu kieruje się do sklepu muzycznego, w którym pyta sprzedawcę o tytuł tej piosenki, znając tylko jej fragment... dokładnie fragment: „go with him”. W końcu Al słyszy poszukiwaną piosenkę odtworzoną w sklepowej szafie grającej.

## Wersja The Beatles
Wersja The Beatles została nagrana 11 lutego 1963 roku, a potem wydana na albumie Please Please Me.
Utwór został nagrany na trzech taśmach. Następnie zremiksowano materiał, a na końcu dodano charakterystyczne frazy George’a Harrisona na gitarze. W oryginale dodana była gra Floyda Cramera na fortepianie.
The Beatles zagrali utwór Anna (Go to Him) 17 czerwca 1963 roku w BBC Radio Show Pop Go The Beatles.
Podczas nagrywania utworu John Lennon był przeziębiony dzięki czemu można usłyszeć jego charakterystyczny szorstki głos, który można usłyszeć również w piosence Twist and Shout.

## Wykonawcy wersji The Beatles
- John Lennon – prowadzący śpiew, gitara akustyczna.
- George Harrison – gitara, wokal.
- Paul McCartney – gitara basowa, wokal.
- Ringo Starr – perkusja, wokal.